# Padunia karaked
Padunia karaked är en nattsländeart som beskrevs av Malicky och Chantaramongkol 1992. Padunia karaked ingår i släktet Padunia och familjen stenhusnattsländor. Inga underarter finns listade i Catalogue of Life.